# Getz/Gilberto
Getz/Gilberto é um álbum de jazz e bossa nova lançado em 1964 pelo violonista brasileiro João Gilberto e pelo saxofonista estadunidense Stan Getz, com participação especial de Tom Jobim no piano e Astrud Gilberto nos vocais de algumas faixas. As gravações foram realizadas em dois dias de 1963 como resultado de um jazz em período comercial crítico buscando se reinventar e uma bossa nova efervescente no Brasil, mas a ser descoberta no exterior como música popular brasileira de qualidade internacional.
É considerado o disco que popularizou a bossa nova em todo o mundo. Em contrapartida, tornou-se um dos álbuns de jazz mais vendidos de todos os tempos e o primeiro a receber o Grammy de Melhor Disco do Ano em 1965. Todas as gravações tornaram-se clássicas, incluindo "Desafinado" (Jobim/Newton Mendonça), "Corcovado" (Jobim), e sobretudo "Garota de Ipanema" (Jobim/Vinicius de Moraes), que, além de receber o Grammy de Melhor Gravação do Ano, revelou a voz desconhecida de Astrud Gilberto, lançando-a no estrelato e popularizando para sempre a canção no mundo todo. "Doralice" (Dorival Caymmi/Antônio Almeida) e "Para Machucar Meu Coração" (Ary Barroso) reforçavam o respeito de Gilberto e Jobim à tradição sambista pré-bossa nova.
A união de música sofisticada com apelo popular tornou o disco unanimidade entre a crítica especializada e completo sucesso de vendas comerciais. Getz/Gilberto vendeu mais de dois milhões de cópias em 1964 e a qualidade do disco garantiu que ele fosse listado posteriormente entre os melhores de compêndios e revistas como Rolling Stone e Vibe. O balanço sambístico da bossa, o minimalismo de Jobim e Gilberto, acrescidos da voz contida e cool de Astrud Gilberto e dos improvisos jazzísticos de Getz garantiram a louvação do disco por parte de músicos e do público em geral ao longo dos anos.

## Antecedentes
O surgimento oficial da bossa nova é datado no ano de 1958 com a canção "Chega de Saudade" (A. C. Jobim / Vinicius de Moraes), cantada por Elizeth Cardoso em seu disco Canção do Amor Demais, com arranjos de Tom Jobim, e o violão de João Gilberto que, à época, gerou diversos estranhamentos, entusiasmos e críticas pela abordagem rítmica e harmônica completamente inéditas no gênero samba. Gilberto também tocou violão em outra faixa do disco, "Outra Vez" (Jobim). Poucos meses depois, gravou o primeiro disco em 78 rpm (ou single) de sua carreira, contendo "Chega de Saudade" e "Bim Bom", de sua autoria. O single definiu e aprofundou ainda mais a nova estética dentro da música popular brasileira. Esses primeiros passos decisivos culminariam em seu álbum de estreia, Chega de Saudade (1959).
O jazz, por sua vez, sofria uma grave crise comercial e artística por conta do advento, no final dos anos 50 e início dos anos 60, de outros gêneros populares como o rock 'n roll e buscava desesperadamente uma renovação. Em 1961, Tony Bennett fez viagem ao Brasil junto com o baixista Don Payne e ambos entraram em contato com a moderna música popular brasileira. Payne levou vários discos brasileiros quando retornou para os Estados Unidos e os mostrou para seu colega e vizinho Stan Getz. Não demorou muito para Getz se entusiasmar pela sonoridade da bossa nova: o lançamento do disco Jazz Samba e Big Band Bossa Nova, ambos de 1962, atestam isso. A efervescência era tanta que Big Band Bossa Nova foi título de outros três discos lançados em 1962: por Quincy Jones, outro de Oscar Castro-Neves e um de Enoch Light.
Jazz Samba, com participação de Charlie Byrd, vendeu um milhão de cópias rapidamente. Apesar de o álbum receber repercussão positiva das resenhas críticas dos Estados Unidos, a pressa dos músicos em aprender o gênero brasileiro e também a avidez da gravadora por novidades estrangeiras fez com que muitas das canções tivessem erros graves de melodia e harmonia. Houve um terceiro lançamento, Jazz Samba Encore!, finalmente com um brasileiro, o cantor e violinista Luiz Bonfá, que vendeu bem, mas a "trilogia" não satisfez os produtores comercialmente a ponto de competir com Elvis Presley, Bobby Darin, Pat Boone, Henry Mancini e outros.
Somente em 21 de novembro de 1962 o público norte-americano pôde ouvir a bossa nova ser tocada pelos próprios inventores brasileiros. O concerto Bossa Nova - New Brazilian Jazz, realizado no Carnegie Hall, contou com a participação de João Gilberto, Tom Jobim, Bonfá, Roberto Menescal, Sérgio Mendes, entre outros. De acordo com a crítica musical Liliana Harb Bollos, este concerto tinha "a função de divulgar a música popular brasileira na capital do jazz." Nessa época, a bossa nova já estava no fim de seu auge no Brasil, mas começava a efervescer no exterior. Por conta disso, depois do concerto no Carnegie Hall, o produtor Creed Taylor considerou necessário o encontro entre Jobim e Gilberto com Getz para um registro histórico de execução do gênero, o que veio se concretizar em 1963 com Getz/Gilberto, lançado cinco anos depois do surgimento da bossa nova no Brasil.

## Gravação e análise musical
As gravações ocorreram em dois dias iniciados numa segunda-feira de manhã em 18 de março de 1963 em Nova York e terminados no dia 19. O mentor do projeto, Creed Taylor, produziu o disco com Getz pela Verve Records. A seção rítmica foi formada por Jobim no piano, Milton Banana, considerado o pai da batida de bossa nova na bateria, e Sebastião Neto, baixista, que terminou não saindo nos créditos por ser contratado da gravadora Audio Fidelity. Assim como também ocorreu em Cannonball's Bossa Nova (1962), parceria do saxofonista norte-americano Cannonball Adderley com o grupo do pianista brasileiro Sergio Mendes, a seção rítmica de Getz/Gilberto toca no típico ritmo binário próprio do samba/bossa, mas os solistas, neste caso Getz, tendem para a divisão quaternária vinda da tradição jazzística.

Contracapa: João Gilberto, Tom Jobim e Stan Getz ensaiam em 1964. Foto: David Drew Zingg.

Astrud Gilberto, que nunca havia cantado profissionalmente antes, aceitou entrar no disco a convite do seu então marido João Gilberto. Ela participa das faixas "The Girl from Ipanema" e "Corcovado". Assim como ele, Astrud assume um estilo vocal sóbrio e quase sussurrado, sem excessos, que configuraria o vocal feminino na bossa nova. Nos três primeiros discos de João Gilberto—Chega de Saudade, O Amor, o Sorriso e a Flor e João Gilberto—o vibrato não é eliminado completamente como ocorre neste que os sucede. As características típicas do gênero, tais como despojamento, contenção e objetividade da interpretação a serviço da composição, são potencializadas em Getz/Gilberto como consequência positiva desses três primeiros lançamentos.
Jobim também cumpre esses critérios: seu piano é minimalista e executa somente o necessário. Além de tocar, ele ficou responsável por alguns arranjos. "Doralice" (Dorival Caymmi, Antônio Almeida) e "Pra Machucar Meu Coração" (Ary Barroso) são as duas únicas canções do álbum que não passaram por sua composição musical. Ambas são sambas antigos que, na interpretação de Gilberto, adquirem maior polidez e seriedade. Todas as outras são composições de parceria entre Jobim e os letristas Vinicius de Moraes em "The Girl from Ipanema", "Só Danço Samba", "O Grande Amor" e Newton Mendonça em "Desafinado". "Corcovado" ("Quiet Nights of Quiet Stars)" e "Vivo Sonhando" trazem letra e música de Jobim. 
As gravações não foram completamente harmoniosas. Ruy Castro, em suas pesquisas sobre os bastidores do disco, conta que João Gilberto e Stan Getz frequentemente discordavam na escolha do melhor take entre os gravados e por isso cabia ao produtor Creed Taylor fazer o desempate. Em determinado momento, Gilberto, impaciente com as sutilezas rítmicas do saxofonista e sem dominar a língua inglesa, disse a Tom Jobim: "Diga a esse gringo que ele é burro", ao que Jobim traduziu: "Stan, o João está dizendo que o sonho dele sempre foi gravar com você.” A emissão enfática de Getz também não agradava Gilberto, que preferiria um saxofone mais delicado. Por conta de tais desavenças, Getz/Gilberto 2 traz Getz sozinho com seu quarteto no lado A e Gilberto, livre dele, no lado B.
A tensão, no entanto, foi produtiva, e Gilberto viria a colaborar e a se apresentar com Getz diversas vezes, até mesmo mais de dez anos depois do lançamento, em 1975. A engenharia de som ficou por conta de Phil Ramone, então dono do estúdio, que também servia como presença pacificadora. Gene Lees fez a versão em inglês de "Corcovado" e Norman Gimbel, que ficou encarregado da versão em inglês para "Garota de Ipanema", acreditava que a palavra Ipanema nada significava para os norte-americanos, mas Jobim insistiu para a referência à praia do Rio de Janeiro não ser retirada. Com o material pronto nas mãos, Taylor engavetou o projeto por quase um ano com medo de sofrer um completo fracasso comercial. Dessa forma, o disco gravado em 1963 só veio a ser lançado em março de 1964.

## Capa
A pintura na capa do álbum chama-se Alla Africa, pintada por Olga Albizu. Artista plástica de teor expressionista, trabalhou em outros discos de Stan Getz que tivessem a sonoridade do samba e bossa. Susan Noye Platt, crítica de arte e historiadora, escreve sobre a correlação entre Albizu e a bossa nova: 
"A obra de Albizu é contemporânea à do expressionismo abstrato, mas ela, como jovem de Porto Rico, não saía com aqueles famosos alcoólatras do Bar Cedar. Há uma sensualidade controlada e sutil em seu trabalho que nos fala de camadas ocultas de emoção, ao invés de deixar tudo aparecer na superfície. No caso de Albizu, a conexão com a música e, particularmente, com a bossa nova, assim como a influência da ideia de "empurrar e puxar" vinda de Hans Hofmann, permite que o trabalho exista sem pontos de referência. As cores, de fato, movem-se como grandes sons completos, ligação que nos leva de volta a Kandinsky."
O estilo de Albizu caracteriza-se por pinceladas quadradas em estrutura pictórica e pela relação entre as cores utilizadas.

## Recepção e crítica
Getz/Gilberto vendeu mais de dois milhões de cópias em 1964. O disco ocupou o segundo lugar da parada de sucesso da revista Billboard durante 96 semanas, perdendo a primeira posição para A Hard Day's Night dos Beatles, e tornou-se um dos 25 discos mais vendidos do ano. Na resenha da Billboard à época do lançamento, em 1964, lia-se: "O sax tenor sensual de Stan Getz combina com a voz suave do famoso João Gilberto em um belo roteiro de música brasileira." As incertezas do produtor Creed Taylor acabaram quando o disco estourou e todas as atenções voltaram-se para a voz até então desconhecida de Astrud Gilberto.

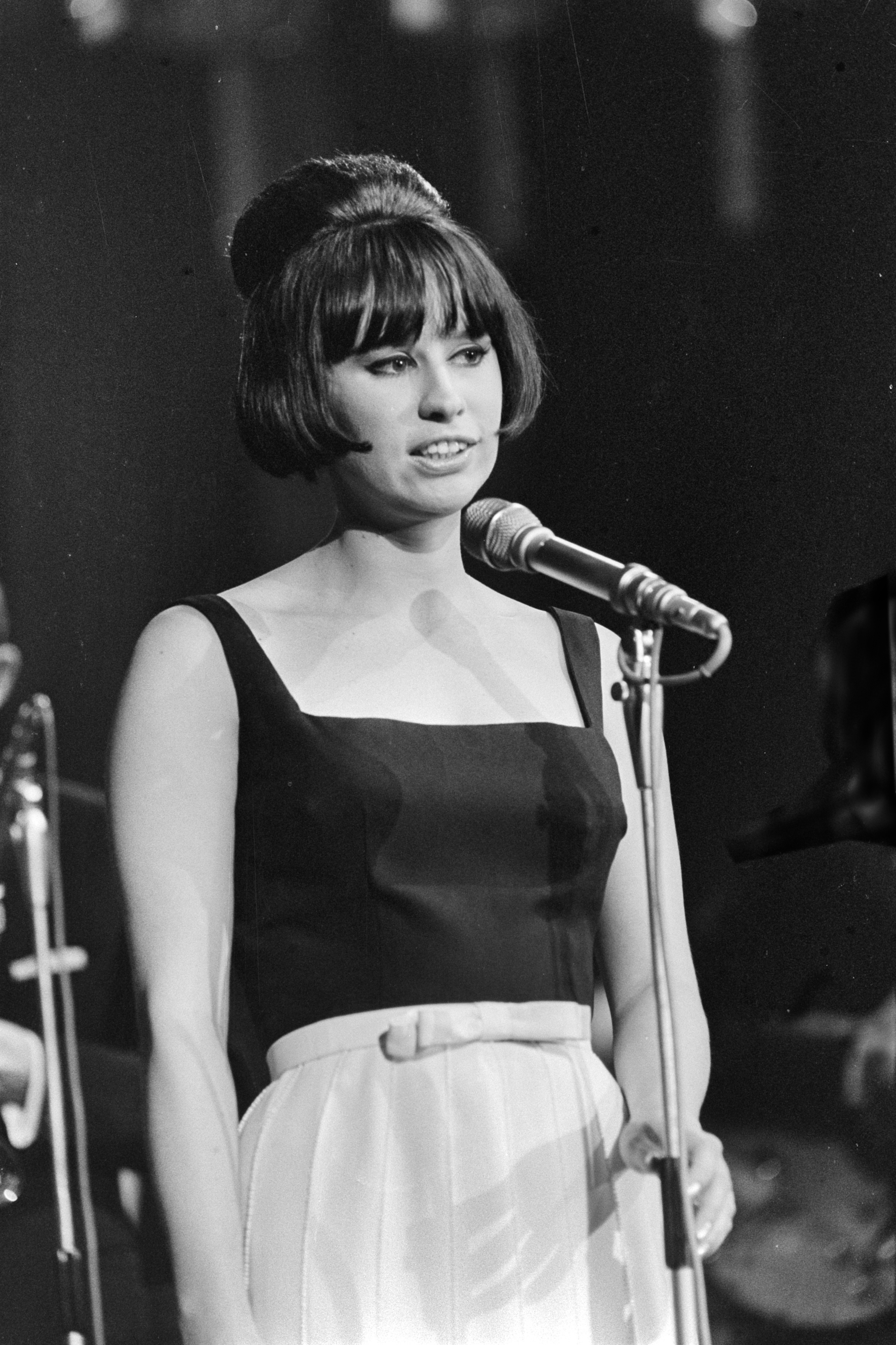
O disco transformou Astrud Gilberto, que canta em "The Girl from Ipanema" e "Corcovado", numa celebridade mundial.

"The Girl from Ipanema" conquistou as rádios do mundo e as rádios do mundo levaram Astrud Gilberto ao prestígio internacional: em pouco tempo, ela apareceria cantando a canção no filme Get Yourself a College Girl (no Brasil, Turma Bossa Nova), lançado em dezembro de 1964. A "Garota de Ipanema" com violão de Gilberto, piano de Jobim, saxofone de Getz e somente a voz de Astrud—pois Taylor cortou o vocal de João na versão em single—enfrentou sem medo a hegemonia dos Beatles nas paradas norte-americanas e emplacou na quinta posição, tendo mais de 4 milhões de reproduções nas rádios. O crítico musical Roberto Muggiati escreve que, embora Astrud Gilberto não tivesse afinação perfeita como outras cantoras, conseguiu sedutora mistura entre "calor melancólico e contenção cool".
| Críticas profissionais              | Críticas profissionais |
| Avaliações da crítica               | Avaliações da crítica  |
| Fonte                               | Avaliação              |
| ----------------------------------- | ---------------------- |
| Allmusic                            | [ 39 ]                 |
| MusicHound                          | [ 40 ]                 |
| Music Story (França)                | [ 20 ]                 |
| Virgin Encyclopedia (Reino Unido)   | [ 40 ]                 |
| Rolling Stone americana (1979-1983) | [ 40 ]                 |

O maior prestígio satisfatório da crítica veio no ano seguinte, em 1965, com o Grammy de Melhor Álbum do Ano, Melhor Disco de Jazz e Melhor Arranjo Não Clássico. A canção "The Girl from Ipanema" ganhou o Grammy de Melhor Gravação do Ano. Reconhecimentos sem precedentes, pois foi a primeira vez que um álbum de jazz conquistou a principal categoria do Grammy: o fato só se repetiria em 2008 com River: The Joni Letters de Herbie Hancock.
Ainda hoje a recepção do disco é positiva, sendo louvado por músicos de jazz e bossa nova e aclamado pelo público em geral. Segundo a revista JazzTimes, numa edição de 1994, ou seja, trinta anos após o lançamento, Getz/Gilbert é "[...] essencial para todos os colecionadores sérios de jazz [...] serve como prova de que é possível uma música ser um sucesso tanto artística quanto comercialmente..." Steve Huey da Allmusic, que qualificou nota máxima para a obra, afirma que não só foi um dos discos mais vendidos de jazz mas também um dos momentos mais belos e significativos da bossa: "material brilhante tocado de forma graciosa e sem grande esforço pelos músicos."
Ao longo dos anos, Getz/Gilberto foi lembrado por revistas especializadas em críticas musicais como a Rolling Stone (EUA), onde figurou na 447ª posição entre os 500 Melhores Discos de Todos os Tempos em 2003, e entre os 100 Álbuns Indispensáveis do Século XX pela Vibe de 1999. Em 2007, na edição brasileira de Rolling Stone, o álbum ficou na 70º posição entre outras 100 obras. A revista espanhola Rockdelux o posicionou em 77 em sua lista dos 200 Melhores Álbuns de Sempre em 2002. Em 2008, a Fnac (França) foi mais longe e o elegeu como 47º melhor disco de todos os tempos entre outros 1000. Getz/Gilberto aparece também em dois dos mais famosos livros de referência musical: 1001 Albums You Must Hear Before You Die (2007), escrito por Robert Dimery, e 1,000 Recordings to Hear Before You Die (2008), de Tom Moon.

## Legado e influência
Getz/Gilberto definiu a música brasileira às audiências norte-americanas para sempre, sendo considerado o disco seminal que popularizou a bossa nova no mundo todo. Jobim e Gilberto, que já sentiam o fim do auge do gênero no Brasil, começaram a ser reconhecidos no mercado internacional. Depois deste disco, que inaugurou a carreira fonográfica de ambos no exterior, vieram Getz/Gilberto 2, Antonio Carlos Jobim, the composer of Desafinado, plays, Sinatra/Jobim, e outros.

"E foi justamente por não temer as influências e por ter tido a coragem de atualizar a nossa música com a assimilação das conquistas do jazz [...] que a bossa-nova deu a virada sensacional na música brasileira, fazendo com que ela passasse, logo mais, de influenciada a influenciadora do jazz [...]"

Augusto de Campos, 1968.
Getz, no encarte do disco, comenta a crise artística e comercial que o jazz passava durante a descoberta pré-bossa nova, apontando, assim, o enriquecimento que o gênero norte-americano ganhou ao encontrar-se com o estilo brasileiro. Sem dúvidas, o alto número de vendas e a qualidade artística de Getz/Gilberto abriu caminho para que vários intérpretes e instrumentistas prestigiados da música norte-americana, notavelmente Ella Fitzgerald, Gerry Mulligan, Sarah Vaughan, Frank Sinatra, Coleman Hawkins, e outros, começassem a gravar canções de Jobim, da bossa nova e da mpb em geral, sobretudo "The Girl from Ipanema", que tornou-se a segunda canção popular mais tocada de toda a história.
Além dessa, todas as outras canções gravadas no disco atingiram o estatuto de clássicas, sobretudo aquelas que passaram pela composição musical de Jobim. Não obstante, a voz suave, sóbria e quase sussurrada registrada por Astrud Gilberto definiu o vocal feminino adequado para a bossa nova e influenciou todas as intérpretes mulheres que cantariam o gênero. O então marido João Gilberto já havia feito isso em seu disco de estreia, o Chega de Saudade (1959).

## Faixas
1. "The Girl from Ipanema" (Tom Jobim, Vinicius de Moraes, Norman Gimbel - versão)  – 5:24
2. "Doralice" (Dorival Caymmi, Antônio Almeida)  – 2:46
3. "Para Machucar Meu Coração" (Ary Barroso)  – 5:05
4. "Desafinado" (Tom Jobim, Newton Mendonça)  – 4:15
5. "Corcovado" (Tom Jobim, Gene Lees - versão)  – 4:16
6. "Só Danço Samba" (Tom Jobim, Vinícius de Moraes)  – 3:45
7. "O Grande Amor" (Tom Jobim, Vinícius de Moraes)  – 5:27
8. "Vivo Sonhando" (Tom Jobim)  – 3:04
9. "The Girl from Ipanema"*  – 2:54
10. "Corcovado"*  – 2:20

As faixas 9 e 10 são singles lançadas como bônus no relançamento do álbum no formato de CD em 1997. A versão em single de "The Girl from Ipanema" teve os vocais de João Gilberto cortados, ficando apenas os de Astrud. O primeiro relançamento em CD ocorreu em julho de 1994 pela Verve Records.
Há uma versão que foi lançada folheada em ouro 18 k.

## Créditos
- João Gilberto - violão, voz
- Antonio Carlos Jobim - piano, arranjos
- Stan Getz - saxofone tenor
- Sebastião Neto - baixo
- Milton Banana - bateria
- Astrud Gilberto - voz (em "The Girl from Ipanema" e "Corcovado)
- Diretor de engenharia de som: Val Valentin[58]
- Engenheiro de gravação: Phil Ramone[58]
- Produção: Creed Taylor[58]

Os relançamentos creditam erroneamente Tommy Williams como baixista e Dori Caymmi, filho de Caymmi, como compositor de "Doralice".